# Kónya Mihály
Kónya Mihály (Pécs, 1962. október 7. –) magyar labdarúgó, hátvéd. 

## Pályafutása
A PMSC nevelése. 1981 és 1982 között a PEAC-ban szerepelt. 1983 és 1993 között a Pécsi MSC labdarúgója volt. Az élvonalban 1983. április 2-án mutatkozott be. Tagja volt az 1985–86-os bajnoki ezüst-, 1990–91-es bronzérmes és az 1990-es kupagyőztes csapatnak. Az élvonalban 204 mérkőzésen szerepelt és három gólt szerzett.

## Családja
Fiai, Kornél és Dávid jelenleg is a PMFC játékosai. Kornél apjához hasonlóan védőként, Dávid csatárként.

## Sikerei, díjai
- Magyar bajnokság
  - 2.: 1985–86
  - 3.: 1990–91
- Magyar kupa
  - győztes: 1990